# Ніколас Панайоту
Ніколас Панайоту (грец. Νικόλας Παναγιώτου, нар. 12 травня 2000, Нікосія, Кіпр) — кіпрський футболіст, захисник клубу «Омонія» та національної збірної Кіпру.

## Клубна кар'єра
Ніколас Панайоту народився у місті Нікосія. Але футбольну кар'єру починав у клубі «Анортосіс» з міста Фамагуста, де вінграв у молодіжному складі. 
Влітку 2019 року Панайоту повернувся до Нікосії, де приєднався до клубу «Омонія». З яким у 2021 році виграв чемпіонат Кіпру та брав участь у матчах Ліги Європи та у груповому раунді Ліги конференцій.

## Збірна
1 вересня 2021 року у матчі відбору до чемпіонату світу 2022 року проти команди Мальти Ніколас Панайоту дебютував у національній збірній Кіпру.

## Титули і досягнення
- Чемпіон Кіпру (1):

«Омонія»: 2020-21
- Володар Суперкубка Кіпру (1):

«Омонія»: 2021
- Володар Кубка Кіпру (2):

«Омонія»: 2021-22, 2022-23